# 上羅然卡

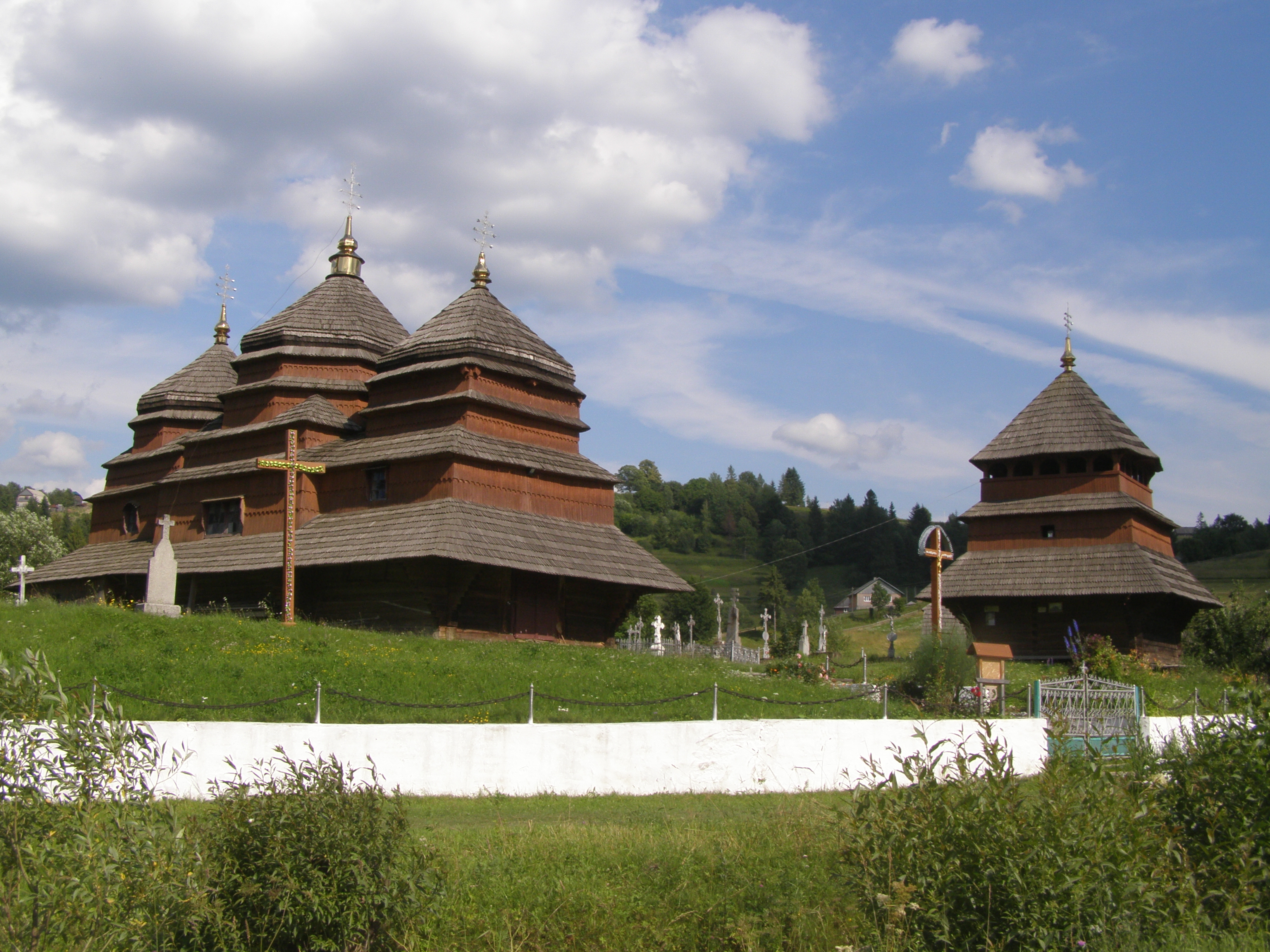
教堂

48°46′50″N 23°30′56″E / 48.78056°N 23.51556°E
上羅然卡（烏克蘭語：Верхня Рожанка），是烏克蘭西部利維夫州斯特雷區斯拉夫斯科市镇的村莊，始建於1675年，面積27.75平方公里，海拔高度707米，2022年該城鎮人口1,100。